# Anguliphantes dybowskii
Anguliphantes dybowskii là một loài nhện trong họ Linyphiidae.
Loài này thuộc chi Anguliphantes. Anguliphantes dybowskii được Octavius Pickard-Cambridge miêu tả năm 1873.